# Bionicle: Maze of Shadows
Bionicle: Maze of Shadows è un videogioco in stile avventura dinamica uscito nel 2005 per Game Boy Advance, e inspirato alla serie Bionicle. Il gioco espande la storia del libro Bionicle Adventures #6: Maze of Shadows.

## Trama
Il gioco si basa sugli eventi dell'omonimo libro, e dopo la sconfitta di Makuta Teridax nel secondo film e, al contrario di molti altri giochi Bionicle, questo è semicanonico, in quanto alcuni aspetti presenti nel gioco sono in linea con la storia vera e propria dell'universo Bionicle.
Durante una spedizione dei Toa Metru nei sotterranei di Metru Nui, Nokama, uno dei sei Toa, viene ferita mortalmente a causa del veleno di un pungiglione durante un combattimento contro Rahi Nui, una bestia di una potenza inaudita. Mentre Vakama decide di continuare, dando Nokama per spacciata, Whenua non è invece d'accordo, ma la disputa è interrotta da Karzanhi (altro personaggio dell'universo Bionicle), sotto le sembianze del Morbuzakh. Karzanhi viene convinto da Vakama a guarire, seppur temporaneamente, Nokama; Karzanhi ordina ai Toa di prendere una fiala nera e degli esemplari di protodermis energizzato da una delle tane di Teridax, spiegando che, nel caso riescano nell'incarico, Nokama sarà guarita completamente. Inizia così, per i sei Toa, un nuovo viaggio per tutta l'isola di Metru Nui.

## Modalità di gioco
Durante il gioco principale, il giocatore può esplorare i dintorni delle quattro regioni in totale, e incontrare i vari Rahi (le creature) presenti. Durante la modalità lotta (come nella serie Pokémon), il gioco passa al sistema di battaglia a turni, dove il giocatore combatte i Rahi uno alla volta con il proprio Toa selezionato. I dischi Metru sono le armi principali usate in battaglia, ma il giocatore può anche usare le armi e i poteri delle maschere di ognuno dei sei Toa, alcuni dei quali non feriscono il nemico ma lo indeboliscono, o rafforzano le statistiche degli eroi. Ad ogni battaglia conclusa, ogni eroe riceve una certa quantità di punti esperienza, distribuiti a tutti i Toa che hanno combattuto; i Toa imparano nuovi attacchi ad ogni livello superato. Durante l'esplorazione dei livelli, è possibile incontrare pilastri che curano la squadra in ogni statistica.
Il giocatore può scegliere tra due modalità di gioco:
- Storia: l'avventura principale del gioco.
- Battaglia: orde infinite di Rahi.

I sei Toa hanno tutte abilità diverse:
- Vakama, il Toa del Fuoco, è capace di camminare sulla lava, e usare la Kanhoi (Maschera) dell'Invisibilità per impedire ai nemici di vedere e attaccare il giocatore.
- Nuju, il Toa del Ghiaccio, è in grado di camminare sulle superfici ghiacciate, e usare la Kanhoi della Telecinesi per muovere dei grandi blocchi su delle piattaforme.
- Matau, il Toa dell'Aria, è capace di distruggere ostacoli elettrici che non possono essere distrutti da dischi Ta-Metru, e di superare in volo delle grandi distanze.
- Nokama, il Toa dell'Acqua, è in grado di camminare sull'acqua, e tradurre degli strani simboli e scritte sui muri tramite la sua Kanhoi della Traduzione.
- Whenua, il Toa della Terra, può distruggere grandi blocchi in pietra e camminare in luoghi oscuri grazie alla sua Kanhoi della Visione Notturna.
- Onewa, il Toa della Pietra, può scalare grandi distanze, controllare i Rahi con la sua Kanhoi del Controllo Mentale per stordirli o anche "corromperli" e controllarli, e saltare su piccole sporgenze.

Tre, inoltre, sono i dischi Metru:
- Ta-Metru: ha un corto raggio, ma può distruggere alcuni ostacoli e colpire interruttori appositi.
- Le-Metru: hanno un ampio raggio, utili per colpire interruttori appositi troppo lontani per le loro versioni rosse (Ta-Metru).
- Ga-Metru: di medio raggio, si usano per colpire interruttori appositi troppo difficili per le loro versioni rosse (Ta-Metru) e verdi (Le-Metru). Mentre sono in aria, possono essere guidati con i tasti direzionali del d-pad.

È bene ricordare le debolezze elementali dei personaggi:
- Il Fuoco batte il Ghiaccio ma è debole contro l'Acqua.
- Il Ghiaccio batte la Terra ma è debole contro il Fuoco.
- La Terra batte la Pietra ma è debole contro il Ghiaccio.
- La Pietra batte l'Aria ma è debole contro la Terra.
- L'Aria batte l'Acqua ma è debole contro la Pietra.
- L'Acqua batte il Fuoco ma è debole contro l'Aria.

Vi è anche presente un minigioco, Tunnel Flight Challenge, dove il giocatore, nei panni di Matau, deve scappare dal Serpente Rosso e raggiungere la fine del tunnel. Vi sono tre livelli diversi tra cui scegliere, ognuno di diverse lunghezze. Il minigioco è presente anche nella modalità Avventura, nella terza regione (ovviamente la vittoria è obbligatoria). Nella versione multiplayer del gioco, il secondo giocatore gioca nei panni di un Nui-Rama.

## Curiosità
- Si dice che questo gioco fosse stato pubblicato solo in Australia e in Europa, ma in realtà è stato pubblicato anche negli Stati Uniti e nel Regno Unito (ma solo per un breve periodo, a causa di scarse vendite e di alcune recensioni negative).
- Al contrario degli altri giochi portatili per Bionicle, il gioco è considerato semi-canonico, in quanto contiene elementi sia canonici che non canonici nella serie.